# Une mamie envahissante
Pour plus de détails, voir Fiche technique et Distribution.
Une mamie envahissante (titre original : Zuckeroma, "Mamie chérie") est un téléfilm autrichien réalisé par Xaver Schwarzenberger, diffusé en 2004.

## Synopsis
La famille Seeberg apprécie sa vie tranquille à Vienne. Anton Seeberg travaille comme concepteur de logiciels, son épouse Melanie prend soin du ménage, le fils Sebastian est étudiant et la fille Stella va à l'école. Tout va bien jusqu'au jour où la mère de Melanie, Mme Elfriede Hirth, diabétique et victime d'un AVC, emménage chez eux, parce qu'elle ne supporte pas la maison de retraite. Là-bas, elle était odieuse envers les employés, surtout s'ils avaient la peau basanée. Melanie accepte d'abord bien cette situation, alors que sa mère a toujours son comportement excentrique et tourmente son aide-ménagère (d'origine étrangère). Vivre avec cette vieille harpie met vite à bout de nerfs les membres de la famille.

## Fiche technique
- Titre : Une mamie envahissante
- Titre original : Zuckeroma
- Réalisation : Xaver Schwarzenberger
- Scénario : Ulrike Schwarzenberger
- Musique : Otmar Binder, Arthur Lauber
- Direction artistique : Christine Caspari
- Costumes : Heidi Melinc
- Photographie : Xaver Schwarzenberger
- Montage : Helga Borsche
- Production : Klaus Lintschinger
- Sociétés de production : ÖRF
- Société de distribution : ÖRF
- Pays d'origine :  Autriche
- Langue : allemand
- Format : Couleurs - Dolby SR - 35 mm
- Genre : Comédie
- Durée : 90 minutes
- Dates de diffusion :
  -  Autriche : 2 mai 2004 sur ORF eins.
  -  Allemagne : 15 février 2005 sur 3sat[1].
  -  France : 19 juin 2008 sur M6[2].

## Distribution
- Bibiana Zeller: Elfriede Hirth
- Aglaia Szyszkowitz: Melanie Seeberg
- Karl Markovics: Anton Seeberg
- Nora Heschl (de): Stella Seeberg
- Mathias Franz Stein: Sebastian Seeberg
- Eugen Stark: M. Hirth
- Ingrid Burkhard: Gusti
- Nina Blum (de): Mme Neulinger
- Stephanie Taussig: Ivanka

## Source de traduction
- (de) Cet article est partiellement ou en totalité issu de l’article de Wikipédia en allemand intitulé « Zuckeroma » (voir la liste des auteurs).